# Gigathele monocirculata
Espèce
Synonymes
- Macrothele monocirculata Xu & Yin, 2000

Gigathele monocirculata est une espèce d'araignées mygalomorphes de la famille des Macrothelidae.

## Distribution
Cette espèce est endémique de Chine. Elle se rencontre au Sichuan, au Guangxi, au Hunan et à Hainan.

## Description
La femelle holotype mesure 34,70 mm, les femelles mesurent de 26,00 à 34,70 mm.

## Systématique et taxinomie
Cette espèce a été décrite sous le protonyme Macrothele monocirculata par Xu et Yin en 2000. Elle est placée dans le genre Gigathele par Shao, Zhou et Lin en 2025.

## Publication originale
- Xu & Yin, 2000 : « A New Species of Genus Macrothele (Araneae:Hexathelidae) from China. » Acta Laser Biology Sinica, vol. 9, no 3, p. 200-202.